# NGC 6099
NGC 6099 (również PGC 57640 lub UGC 10299) – galaktyka eliptyczna (E), znajdująca się w gwiazdozbiorze Herkulesa. Odkrył ją Truman Safford 24 kwietnia 1867 roku. Niezależnie odkrył ją Lewis A. Swift 3 kwietnia 1887 roku. Jest zaliczana do radiogalaktyk.